# Schmale Straße 20 (Quedlinburg)

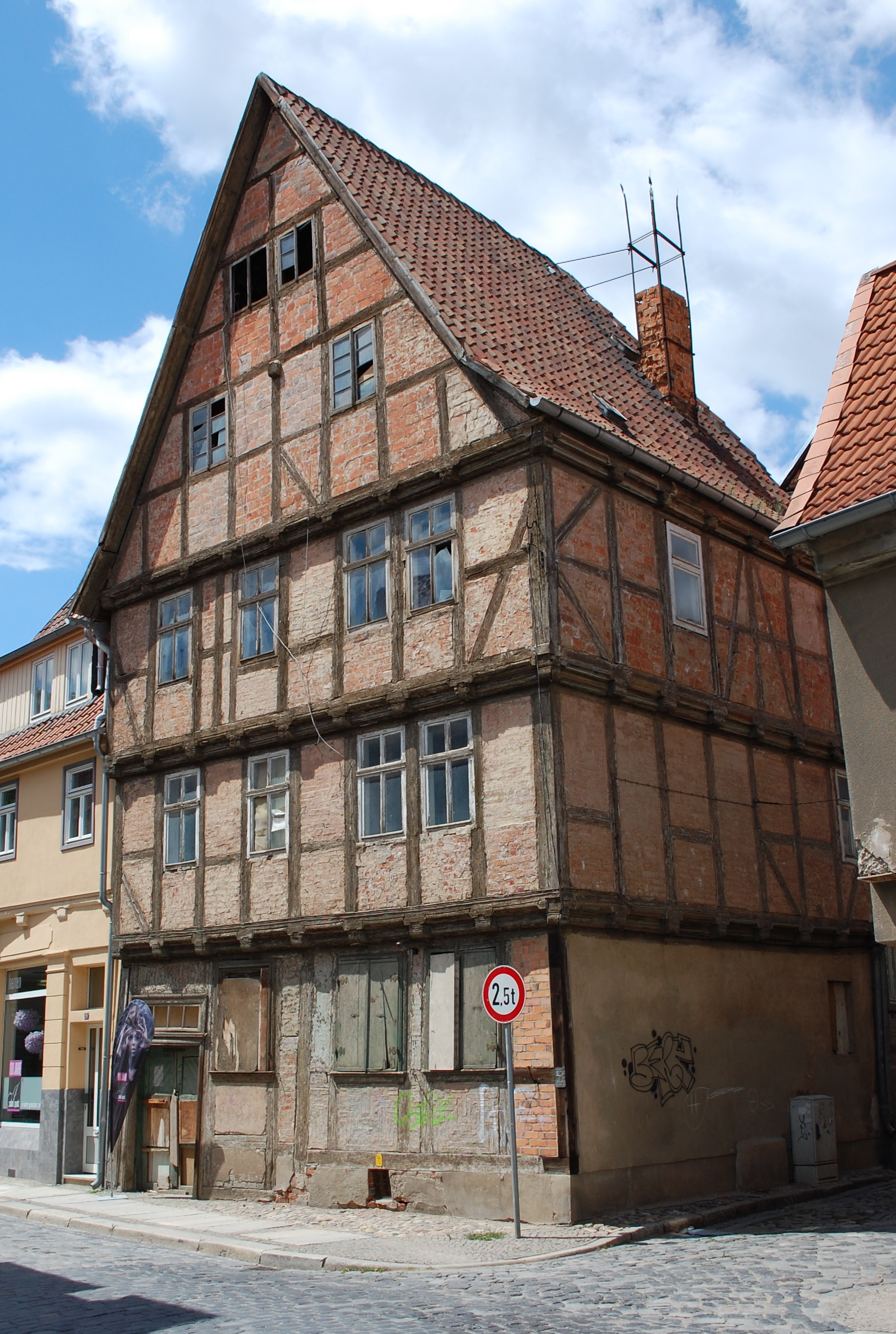
Haus Schmale Straße 20

Das Haus Schmale Straße 20 ist ein denkmalgeschütztes Wohnhaus in der Stadt Quedlinburg in Sachsen-Anhalt.

## Lage
Das Gebäude befindet sich nördlich des Marktplatzes in der historischen Altstadt Quedlinburgs. Das auf der Westseite der Schmalen Straße gelegene Haus befindet sich an der Ecke zur Einmündung der Straße Aegidiikirchhof. Es gehört zum UNESCO-Weltkulturerbe und ist im Quedlinburger Denkmalverzeichnis eingetragen.

## Architektur und Geschichte
Das dreigeschossige Fachwerkhaus entstand in der Zeit um 1660. Der markante das Straßenbild prägende Giebel ist zur Schmalen Straße hin ausgerichtet. Die Gefache sind mit Zierausmauerungen versehen. An den Stockschwellen finden sich Schiffskehlen und gerundete Balkenköpfe. Die profilierte Rahmung der Tür stammt aus dem frühen 18. Jahrhundert.
Derzeit (Stand 2012) ist das Gebäude sanierungsbedürftig.